# HTML5
HTML5 (HyperText Markup Language 5) is de nieuwste, afgewerkte versie van de HTML-standaard. Deze nieuwe taal bevat de functionaliteit van zowel HTML als XHTML. Verder verbetert HTML5 ook de kleine foutjes van zijn voorganger en levert hij betere ondersteuning voor webapplicaties. De term HTML5 wordt ook gebruikt als marketingterm, waarbij naast HTML-versie 5 ook omliggende technieken zoals CSS3, JavaScript, XML, JSON en SVG meegenomen worden in de definitie.
HTML5 is een W3C-standaard (recommendation) sinds oktober 2014. Verschillende HTML5-functies werden echter reeds voor het officieel publiceren van de W3C-standaard geïmplementeerd in sommige webbrowsers, gebaseerd op eerdere versies van de HTML-standaard (bijvoorbeeld op de candidate recommendation). Deze functies werden vervolgens gebruikt door sommige websites.

## Ontstaan
De Web Hypertext Application Technology Working Group (WHATWG) diende half april 2007 het voorstel in bij de W3C-werkgroep om 'hun' HTML 5 als startpunt te gebruiken voor de verdere HTML-ontwikkeling. Verdere wensen waren dat de naam 'HTML5' een officiële status zou krijgen en dat Ian Hickson van de WHATWG zou blijven werken aan de specificatie. Uit de uitslag van de enquête die de W3C-werkgroep hield, blijkt grote steun voor de drie voorstellen; slechts een enkeling van de 102 leden die meededen aan het referendum stemde tegen. Ook Dave Hyatt van Apple werd hierbij pro forma benoemd als editor voor HTML5. Hij werd door de WHATWG naar voren geschoven om Hickson te vergezellen toen de W3C-groep aangaf één editor te weinig te vinden. In de toekomst zal het team van editors mogelijk nog worden uitgebreid, volgens de W3C.

## Veranderingen ten opzichte van HTML 4
HTML5 introduceert nieuwe elementen die ervoor zorgen dat er meer structuur in het document komt, zoals <header> om het header-gedeelte aan te duiden, <nav> voor navigatie en <article> om het artikeldeel aan te duiden. Verder zijn er elementen die het mogelijk maken om interactieve content af te spelen zonder gebruik te maken van een Flash Player-plug-in, zoals het element <video>.
Door verbetering op het gebied van het Document Object Model laden webpagina’s sneller. Ook is er het element <canvas> dat de mogelijkheid biedt voor een resolutieafhankelijk canvas. Deze kunnen gebruikt worden voor het renderen van grafieken of voor andere visuele effecten. HTML5 zorgt er ook voor dat webapplicaties offline beschikbaar kunnen worden. Bij het eerste bezoek aan de applicatie download je dan automatisch de benodigde bestanden voor de web-app en dan kun je deze later offline gebruiken. Als je in zo'n offline applicatie veranderingen aanbrengt, worden deze naar de server doorgestuurd op het eerstvolgende moment dat er weer internetverbinding is. Verder is er nu de mogelijkheid om slepen en neerzetten te implementeren.
In mei 2010 werd het WebM-bestandsformaat aangekondigd om video's af te spelen via het video-element van HTML5.